# معركة بروزة (1911)
معركة بروزة أو معركة بروزة هي معركة بحرية وقغت في 29–30 سبتمبر 1911م بمدينة بروزة على البحر الأيوني باليونان . بين قوات الدولة العثمانية وقوات مملكة إيطاليا ، أنتهت بانتصار مملكة إيطاليا.

## أقرأ إيضاً
- معركة بروزة عام 1538 م